# Вирус на шапа
Вирусът, причиняващ заболяването шап (Virus aphthosae) е малък РНК вирус от семейство Picornaviridae. Причинява остро и силно контагиозно заболяване при двукопитните бозайници и човека, протичащо с висока температура и образуване на афти по лигавиците на устата, междукопитната цепка, копитния венец и по-рядко по кожата на вимето.

## Морфологични особености
Вирусът е с размери 22 – 30 nm, притежава икосаедрална симетрия с 60 капсомера и сферична форма. Геномът му съдържа едноверижна РНК(+). Важна особеност на вируса е неговия плуралитет. Установени са 7 антигенни типа – О (името произхожда от това на френския департамент Оаз – „Oise“), А (от „Allemagne“ – Германия), С, SAT1, SAT2, SAT3 (от „South African Territories“ – Южноафрикански територии) и Азия1, които се различават по географско разпространение, в имунологично отношение и не предизвикват кръстосан имунитет. И трите типа на вируса обаче предизвикват еднакво по клинична изява заболяване. Към всеки тип са доказани и различен брой субтипове, които също се различават в имунологично отношение. Например в избухналата епизоотия от шап в странджански села в община Царево в началото на 2011 г., причинителят е вирус тип О, щам PanAsia-2ANT-10.

## Устойчивост на вируса
При нормални условия в околната среда шапният вирус остава активен в рамките на няколко седмици. В органични материи се запазва и за по-дълъг срок от време. Такива са тор, изсушени животински секрети, постеля за животни, космена покривка и кожи.
Вирусът притежава максимална устойчивост при pH 7.4 – 7.6, но оцелява и в рамките на pH 6.7 – 9.5 при по ниска температура на околната среда (4 °C или по-ниска). При pH под 5.0 или над 11.0 се инактивира бързо. Повишаването на температурата намалява срокът му на оцеляване. Например при температури под точката на замръзване вирусът е изключително устойчив. При 56 °C оцелява за 30 минути, а при 100 °C загива моментално.
Нормалното pH на урината то инактивира. Загива за около 3 дни в месо, преминало нормално зреене. Той може да оцелее обаче с месеци в осолени, охладени или замразени меса, лимфни възли, костен мозък, вътрешни органи и кръвни съсиреци.

## Дезинфектанти
За дезинфекция се използват киселини, основи, оксиданти и алдехиди в подходяща концентрация. Такива са например формалин, натриева основа, калциев хипохлорид, оцетна киселина и други.